# Bagou (Touboro)
Pour les articles homonymes, voir Bagou.
 (octobre 2020).
Si vous disposez d'ouvrages ou d'articles de référence ou si vous connaissez des sites web de qualité traitant du thème abordé ici, merci de compléter l'article en donnant les références utiles à sa vérifiabilité et en les liant à la section « Notes et références ».
Bagou est un village du Cameroun, situé dans la région du Nord et le département du Mayo-Rey. Il appartient à la commune de Touboro. 
Au dernier recensement de 2005, Bagou comportait 1105 habitants, dont 544 hommes et 561 femmes. 